# Franciszków (powiat żyrardowski)
Franciszków – wieś w Polsce położona w województwie mazowieckim, w powiecie żyrardowskim, w gminie Wiskitki. Ma status sołectwa.
W XIX w. wieś należała do gminy Guzów w powiecie błońskim oraz do parafii w Wiskitkach. Oprócz wsi istniał tu wówczas także folwark. W 1827 we Franciszkowie stały 42 domy zamieszkiwane przez 294 mieszkańców. W drugiej połowie XIX w. liczba ludności wzrosła do 487 osób.
W latach 1954–1972 wieś należała i była siedzibą władz gromady Franciszków. W latach 1975–1998 miejscowość należała administracyjnie do województwa skierniewickiego.
Przez miejscowość przepływa niewielka rzeka Sucha, dopływ Bzury.
Franciszków swą nazwę zawdzięcza hrabiemu Feliksowi Łubieńskiemu, który w roku 1797 nabył majątek Guzów rozpoczynając kolonizację swych ziem. Sprowadził wówczas osadników niemieckich z Pomorza, Wielkopolski, Śląska, Hesji i Wirtembergii, tworząc 11 ewangelickich wsi. Większość miejscowości nazwał imionami członków swej rodziny.
W wieku XIX istniała we Franciszkowie szkoła elementarna, w której nauka odbywała się w języku polskim, natomiast od roku 1863 w języku rosyjskim. Szkoła spaliła się podczas I wojny światowej. Od roku 1916 szkoła funkcjonowała w domach prywatnych Andrzeja Bronowskiego, Romana Bronowskiego i Stanisława Ciastka. Wykładowcą był Michał Smoliński.
W latach 20 XX wieku mieszkańcy Jesionki i Franciszkowa na czele z ówczesnym kierownikiem szkoły Edmundem Tomaszewskim udali się do premiera ówczesnego rządu. Dzięki ich inicjatywie pozyskano część pieniędzy na nową szkołę, natomiast cegłę z cegielni w Wiskitkach ofiarował hrabia Sobański z Guzowa. Kamień węgielny położono w roku 1925, a szkoła została otwarta w 1972 r.
Przy przystanku PKP Jesionka znajduje się cmentarz wojskowy z czasów I wojny światowej, na którym pochowanych jest około 3 tysięcy żołnierzy rosyjskich (wśród nich wielu Polaków wcielonych do armii rosyjskiej), którzy zginęli w wyniku użycia przez Niemców gazów bojowych nad Rawką.
W domu Andrzeja Bronowskiego znajdował się rosyjski szpital polowy, do którego zwożono rannych i chorych znad Rawki. Nieco dalej, koło przejazdu we Franciszkowie, u Bronisława Targowskiego znajdował się szpital armii carskiej, który wizytował brat cara. Bronisław Targowski był inicjatorem ustawienia krzyża prawosławnego na cmentarzu rosyjskim, wykonanego z szyn kolejowych, który znajduje się tam do dziś.
W 1893 we Franciszkowie urodził się syn Bronisława Targowskiego – Jan, major saperów Wojska Polskiego, kawaler Virtuti Militari.